# Plaque d'immatriculation de l'outre-mer français
Les plaque d'immatriculations des véhicules immatriculés dans les territoires français d'outre-mer suivent un système d'identification spécifique, distinct de celui utilisé en France métropolitaine. Bien qu'intégré au parc automobile français, ce système tient compte des particularités administratives et géographiques de chaque territoire (Guadeloupe, Martinique, Guyane, La Réunion, Mayotte, Saint-Pierre-et-Miquelon, Saint-Barthélemy, Saint-Martin, Wallis-et-Futuna et Polynésie française). Cet article détaille l'histoire, les caractéristiques et les spécificités des plaques d'immatriculation en vigueur dans ces collectivités.

## Caractéristiques
Les systèmes de plaques d'immatriculation dans les territoires français d'outre-mer présentent des variations significatives en termes de couleurs et de formats, reflétant souvent une histoire et des réglementations locales spécifiques.
- Dans les cinq départements d'outre-mer (la Guadeloupe, la Martinique, la Guyane, La Réunion et Mayotte), ainsi que dans la collectivité de Saint-Martin, les plaques d'immatriculation des véhicules particuliers sont généralement blanches à l'avant et à l'arrière. Ce format tend à s'aligner sur le système d'immatriculation en vigueur en France métropolitaine (SIV), bien que des spécificités locales puissent exister.

- À Saint-Pierre-et-Miquelon et à Saint-Barthélemy, les plaques sont blanches à l'avant et peuvent être jaunes ou blanches à l'arrière. Cette distinction peut dépendre de l'ancienneté du véhicule ou de réglementations spécifiques à ces territoires.

- En Nouvelle-Calédonie, en Polynésie française et à Wallis-et-Futuna, les plaques d'immatriculation peuvent présenter différentes combinaisons de couleurs. Elles sont souvent blanches à l'avant et jaunes à l'arrière, mais il est également possible de trouver des plaques noires avec des caractères blancs ou argentés, notamment pour les anciens systèmes ou certains types de véhicules.

- Historiquement, dans la majorité des collectivités d'outre-mer, les plaques d'immatriculation étaient noires avec des caractères blancs ou argentés à l'avant et à l'arrière. Ce format est encore parfois visible sur les véhicules anciens ou de collection.

Chaque territoire d'outre-mer français utilise l'un des deux systèmes d'immatriculation suivants :
- un système de type SIV (Système d'Immatriculation des Véhicules), similaire à celui en vigueur en France métropolitaine ;
- un système spécifique, propre au territoire.

Les départements et collectivités dont le code INSEE est compris entre 971 et 978 (soit la Guadeloupe (971), la Martinique (972), la Guyane (973), La Réunion (974), Saint-Pierre-et-Miquelon (975), Mayotte (976), Saint-Barthélemy (977) et Saint-Martin (978)) utilisaient des plaques comportant l'eurobande F (bande bleue située à gauche de la plaque). Cette disposition était devenue obligatoire pour les numéros attribués depuis le 1er juillet 2004.
Cependant, la situation a évolué.
- Saint-Barthélemy : ce territoire a changé de système d'immatriculation le 1er mars 2008. Les numéros se composent d'un à trois chiffres suivis d'une à trois lettres, sans indicatif « départemental » (1 A à 999 Z puis de 1 AA à 999 ZZ et enfin de 1 AAA à 999 ZZZ). Les plaques utilisées à Saint-Barthélemy arborent, en lieu et place de l'eurobande, le blason de la collectivité pour les numéros émis après le 1er juillet 2009. Saint-Barthélemy utilise donc un système d'immatriculation spécifique qui n'est pas le SIV.
- Saint-Martin : a également changé de système le 8 juin 2010. Les numéros se composent de quatre chiffres suivis de trois lettres, les deux blocs étant séparés par un tiret (0001-AAA à 9999-ZZZ). Les numéros sont dorénavant « attachés » au propriétaire et non plus au véhicule, et les plaques comprennent dans leur partie droite un identifiant territorial composé du logo de la collectivité au-dessus des deux derniers chiffres de l'année de validité. Saint-Martin utilise également un système d'immatriculation spécifique, distinct du SIV et sans eurobande.

Les autres collectivités d'outre-mer (la Nouvelle-Calédonie, la Polynésie française et Wallis-et-Futuna) ont conservé des systèmes d'immatriculation spécifiques, généralement sans eurobande.
Les collectivités de Saint-Barthélemy et de Saint-Martin, devenues des entités autonomes depuis le 15 juillet 2007, se sont vu attribuer les codes INSEE 977 et 978.

## Système de type SIV
Les cinq départements d'outre-mer (la Guadeloupe (971), la Martinique (972), la Guyane (973), La Réunion (974) et Mayotte (976)) sont inclus dans le périmètre d'application du nouveau système d'immatriculation des véhicules (SIV), en vigueur en France métropolitaine depuis le 15 avril 2009.
Les numéros d'immatriculation attribués dans ces départements sont donc de type SIV, suivant le format AA-123-BB (depuis 2009). Contrairement à ce qui était indiqué, la présence d'un identifiant territorial est obligatoire sur les plaques SIV. Cet identifiant comprend un logo régional au choix du propriétaire (parmi ceux proposés pour la région administrative à laquelle le département est rattaché, bien que cette notion de région soit parfois symbolique pour l'outre-mer) et le numéro du département (par exemple, le 971 pour la Guadeloupe). L'eurobande avec la lettre "F" est également présente sur la gauche de la plaque.

## Système spécifique
Les autres collectivités d'outre-mer utilisent chacune un système qui lui est propre et ne sont donc pas concernées par le SIV .
- Saint-Pierre-et-Miquelon : lettres SPM, suivies d'un à trois chiffres et d'une lettre. Il est à noter que Saint-Pierre-et-Miquelon utilise un format dérogatoire, les lettres SPM étant placées en tête du numéro en lieu et place du code 975 (qui était utilisé sur les plaques des véhicules de l'État jusqu'au 31 décembre 2008).

- Saint-Barthélemy : un à trois chiffres suivis d'une à trois lettres (depuis le 1er mars 2008).

- Saint-Martin : quatre chiffres, un tiret et trois lettres (depuis le 8 juin 2010).

- Nouvelle-Calédonie : un à six chiffres, suivis des lettres NC.

- Polynésie française : un à six chiffres, suivis de la lettre P.

- Terres australes et antarctiques françaises (TAAF) (îles Kerguelen uniquement) : deux chiffres indiquant l'année de mise en service du véhicule, suivis des quatre derniers chiffres du numéro de série du véhicule. Étant donné qu'il n'existe pas de machine permettant d'embosser des plaques à Port-aux-Français (îles Kerguelen), les plaques utilisées sur les véhicules circulant sur la base proviennent de La Réunion, ce qui explique la présence de l'eurobande F.

- Wallis-et-Futuna : un à cinq chiffres, suivis des lettres WF.

## Histoire des systèmes d'immatriculation dans l'outre-mer
L'histoire des systèmes d'immatriculation dans les territoires français d'outre-mer est marquée par une évolution progressive, souvent influencée par les systèmes en vigueur en France métropolitaine, mais aussi adaptée aux spécificités locales de chaque collectivité.

### Période des plaques noires
Avant l'introduction de systèmes plus modernes, la norme dans la majorité des collectivités d'outre-mer était l'utilisation de plaques d'immatriculation noires avec des caractères blancs ou argentés, tant à l'avant qu'à l'arrière des véhicules. Cette pratique était similaire à celle observée en France métropolitaine avant l'unification des systèmes de couleurs. La période exacte durant laquelle ce système a été en vigueur peut varier d'un territoire à l'autre, mais il était largement répandu jusqu'à la fin du XXe siècle.

### Évolutions et spécificités par territoire
Au fil du temps, chaque territoire a connu des évolutions spécifiques de son système d'immatriculation, aboutissant aux formats que nous connaissons aujourd'hui.

#### Guadeloupe, Martinique, Guyane, La Réunion et Mayotte
Ces cinq départements d'outre-mer ont progressivement adopté des systèmes se rapprochant de celui de la métropole. L'étape la plus significative a été leur intégration au SIV le 15 avril 2009 (voir section Système de type SIV). Avant cette date, ils utilisaient des formats similaires à l'ancien système métropolitain, avec des numéros comprenant généralement des chiffres et des lettres, et l'indication du département (par exemple, avec le code 971 pour la Guadeloupe). L'eurobande F est devenue obligatoire pour les nouvelles immatriculations à partir du 1er juillet 2004.

#### Saint-Pierre-et-Miquelon
Saint-Pierre-et-Miquelon a conservé un système distinct, reconnaissable à l'utilisation des lettres SPM en début de numéro. Avant l'utilisation de ce format, les véhicules de l'État utilisaient le code 975, remplacé par SPM sur les plaques standard. La date précise de l'introduction du format SPM actuel nécessiterait une recherche plus approfondie.

#### Saint-Barthélemy
Saint-Barthélemy a connu un changement de système le 1er mars 2008, passant à un format composé d'un à trois chiffres suivis d'une à trois lettres. Auparavant, il est probable que le territoire utilisait un système plus ancien, potentiellement de type départemental ou avec des caractéristiques propres. Depuis le 1er juillet 2009, les plaques arborent le blason de la collectivité à la place de l'eurobande.

#### Saint-Martin
Saint-Martin a également modifié son système d'immatriculation le 8 juin 2010, adoptant un format à quatre chiffres suivis de trois lettres, séparés par un tiret. L'introduction de cet identifiant territorial avec le logo de la collectivité et l'année de validité marque une spécificité de ce système. Avant 2010, le système en vigueur était probablement différent.

#### Nouvelle-Calédonie, Polynésie française et Wallis-et-Futuna
Ces trois collectivités ont maintenu des systèmes d'immatriculation spécifiques, distincts du SIV et généralement sans eurobande. Les formats actuels (chiffres suivis de NC, P ou WF) sont le résultat d'une évolution propre à chaque territoire. Il serait intéressant de rechercher l'histoire de l'introduction de ces formats spécifiques et s'ils ont succédé à un système de type plaques noires ou à d'autres formats intermédiaires.

#### Terres australes et antarctiques françaises (TAAF)
Le système particulier des TAAF (îles Kerguelen uniquement), avec l'indication de l'année de mise en service et du numéro de série, semble avoir été mis en place pour répondre aux besoins spécifiques de ce territoire isolé. L'utilisation de plaques provenant de La Réunion pour les véhicules basés à Port-aux-Français (îles Kerguelen) est une particularité logistique notable.

## Format des plaques par territoire
Cette section détaille le format actuel des plaques d'immatriculation pour chaque collectivité d'outre-mer.

### Départements d'outre-mer (Guadeloupe, Martinique, Guyane, La Réunion, Mayotte)
Ces départements utilisent le format du SIV en vigueur en France métropolitaine : AA-123-BB. Les plaques sont blanches à l'avant et à l'arrière et comportent obligatoirement sur la gauche une eurobande avec la lettre "F", et sur la droite un identifiant territorial comprenant le logo d'une région française (au choix) et le numéro du département (971, 972, 973, 974 ou 976).

### Saint-Pierre-et-Miquelon
Le format spécifique de Saint-Pierre-et-Miquelon est SPM suivi d'un à trois chiffres et d'une lettre (par exemple, SPM 123 A). Les plaques sont blanches à l'avant et peuvent être jaunes ou blanches à l'arrière.

### Saint-Barthélemy
Depuis le 1er mars 2008, le format est composé d'un à trois chiffres suivis d'une à trois lettres (par exemple, 123 ABC). Les plaques sont blanches à l'avant et à l'arrière.

### Saint-Martin
Depuis le 8 juin 2010, le format est de quatre chiffres suivis d'un tiret et de trois lettres (par exemple, 1234-ABC). Les plaques sont blanches à l'avant et à l'arrière.

### Nouvelle-Calédonie
Le format utilisé en Nouvelle-Calédonie est un à six chiffres, suivis des lettres NC (par exemple, 123456 NC). Les plaques sont blanches à l'avant et jaunes à l'arrière, ou noires avec des caractères blancs ou argentés.

### Polynésie française
Le format en Polynésie française est un à six chiffres, suivis de la lettre P (par exemple, 123456 P). Les plaques sont blanches à l'avant et jaunes à l'arrière, ou noires avec des caractères blancs ou argentés.

### Wallis-et-Futuna
Le format est un à cinq chiffres, suivis des lettres WF (par exemple, 12345 WF). Les plaques sont blanches à l'avant et jaunes à l'arrière, ou noires avec des caractères blancs ou argentés.

### Terres australes et antarctiques françaises (TAAF)
Sur l'île de Kerguelen, les plaques affichent deux chiffres indiquant l'année de mise en service du véhicule, suivis des quatre derniers chiffres du numéro de série du véhicule [par exemple, 25-XYWZ (en chiffres)]. Ces plaques proviennent de La Réunion et comportent donc l'eurobande F.

## Identifiants territoriaux
Certains territoires d'outre-mer utilisent des identifiants visuels spécifiques sur leurs plaques d'immatriculation.
- Saint-Barthélemy : depuis le 1er juillet 2009, les plaques d'immatriculation de Saint-Barthélemy arborent le blason de la collectivité sur la droite de la plaque, en lieu et place de l'eurobande présente sur les plaques métropolitaines et des autres départements d'outre-mer.

- Saint-Martin : les plaques d'immatriculation de Saint-Martin comportent sur leur partie droite un identifiant territorial composé du logo de la collectivité au-dessus des deux derniers chiffres de l'année de validité de la plaque.

- Départements d'outre-mer : bien qu'ils utilisent l'eurobande, les départements d'outre-mer ont également un identifiant territorial obligatoire à droite de la plaque, comprenant le logo d'une région française (au choix) et le numéro du département. Le choix du logo peut être symbolique pour l'outre-mer, car ces départements ne sont pas rattachés administrativement aux mêmes régions que les départements métropolitains.

- Autres collectivités : la Nouvelle-Calédonie, la Polynésie française et Wallis-et-Futuna n'utilisent généralement pas d'identifiant territorial visuel spécifique sur leurs plaques, se distinguant par leur format et les lettres ou le code territorial (NC, P, WF). Saint-Pierre-et-Miquelon utilise les lettres SPM comme identifiant territorial principal dans son format.

## Plaques spéciales
À l'instar de la France métropolitaine, il est probable que certains types de véhicules bénéficient de plaques d'immatriculation spécifiques dans les territoires français d'outre-mer. Cependant, les réglementations et l'existence de ces plaques peuvent varier d'une collectivité à l'autre.
- Véhicules de collection : en France métropolitaine, les véhicules de plus de 30 ans peuvent obtenir une plaque spécifique avec des caractères noirs sur fond blanc. Il serait intéressant de vérifier si une réglementation similaire existe dans les différents territoires d'outre-mer. Les conditions d'obtention et le format de ces plaques pourraient être identiques ou adaptés localement.

- Véhicules administratifs : les véhicules appartenant aux administrations publiques (État, collectivités territoriales) peuvent avoir des plaques distinctives. En métropole, cela se traduit parfois par des formats spécifiques ou des séries de numéros réservées. Il faudrait examiner si de telles spécificités existent dans les territoires d'outre-mer.

- Véhicules diplomatiques et consulaires : les véhicules appartenant aux missions diplomatiques et consulaires étrangères en France métropolitaine ont des plaques avec un format particulier (souvent avec des lettres spécifiques comme CD ou CMD). Il est possible que des dispositions similaires soient en place dans certains territoires d'outre-mer, notamment ceux ayant une présence diplomatique ou consulaire significative.

- Plaques temporaires ou de transit : des plaques spécifiques peuvent exister pour les véhicules en transit, les véhicules neufs en attente d'immatriculation définitive, ou les véhicules circulant sous un régime temporaire (par exemple, pour l'exportation). Les formats et les conditions d'utilisation de ces plaques peuvent varier.

- Autres catégories spécifiques : il pourrait exister d'autres catégories de plaques spéciales pour des usages particuliers (véhicules des forces de l'ordre, véhicules de pompiers, etc.).